# Snežana Pajkićová
Snežana Pajkićová (* 23. září 1970 Ćuprija) je bývalá jugoslávská atletka, běžkyně, mistryně Evropy v běhu na 1500 metrů z roku 1990.
První úspěchy na mezinárodních soutěžích získala už v juniorské kategorii. V letech 1987 a 1989 se stala juniorskou mistryní Evropy v běhu na 1500 metrů. V roce 1990 se ve Splitu stala mistryní Evropy na této trati mezi dospělými. Zvítězila ve svém nejlepším osobním výkonu 4:08,12.